# Adrien-Marie Legendre
Adrien-Marie Legendre (Paris, 18 de setembro de 1752 — Paris, 10 de janeiro de 1833) foi um matemático francês.
Fez importantes contribuições à estatística, teoria dos números, álgebra abstrata e análise matemática. Foi eleito membro da Royal Society em 1789.
A cratera lunar Legendre tem esse nome em sua homenagem.

## Vida
Adrien-Marie Legendre nasceu em Paris (ou, eventualmente, em Toulouse, dependendo das fontes) em 18 de setembro de 1752, numa família rica. Foi-lhe dada uma educação de qualidade superior no Collège Mazarin em Paris, elaborando sua tese em física e matemática em 1770. De 1775 a 1780, lecionou na École Militaire, em Paris, e a partir de 1795 na École Normale, e foi associado ao Bureau des Longitudes. Em 1782, ganhou o prêmio oferecido pela Academia de Berlim por seu tratado sobre projéteis em meios viscosos, o que despertou a atenção de Lagrange.
Em 1783 tornou-se membro adjunto da Académie des Sciences, e associado em 1785. Durante a Revolução Francesa, em 1793, perdeu sua fortuna pessoal, mas conseguiu pôr os negócios em ordem com a ajuda de sua esposa, Claudine Marguerite-Couhin, com quem se casou no mesmo ano. Em 1795, tornou-se um dos seis membros da seção matemática da reconstituída Académie des Sciences, denominada Institut National des Sciences et des Arts e, mais tarde, em 1803, da seção de Geometria como reorganizado sob Napoleão. Em 1824, como resultado de sua recusa a votar no candidato do governo no Instituto Nacional, Legendre foi destituído da sua pensão da École Militaire pelo Ministre de l'Intérieur do governo ultra-realista, o conde de Corbière, onde trabalhou de 1799 a 1815 como examinador de matemática de estudantes de artilharia. A pensão acabou sendo parcialmente restabelecida com a mudança de governo em 1828, e em 1831 Legendre tornou-se oficial da Légion d'Honneur.
Legendre morreu em Paris em 9 de janeiro de 1833, após uma longa e dolorosa doença. Sua esposa fez um culto a sua memória, cuidando de seus pertences. Após sua morte, em 1856, ela deixou a última casa de campo deles à vila de Auteuil, onde o casal viveu e foi enterrado.
Legendre é um dos 72 nomes inscritos na Torre Eiffel.

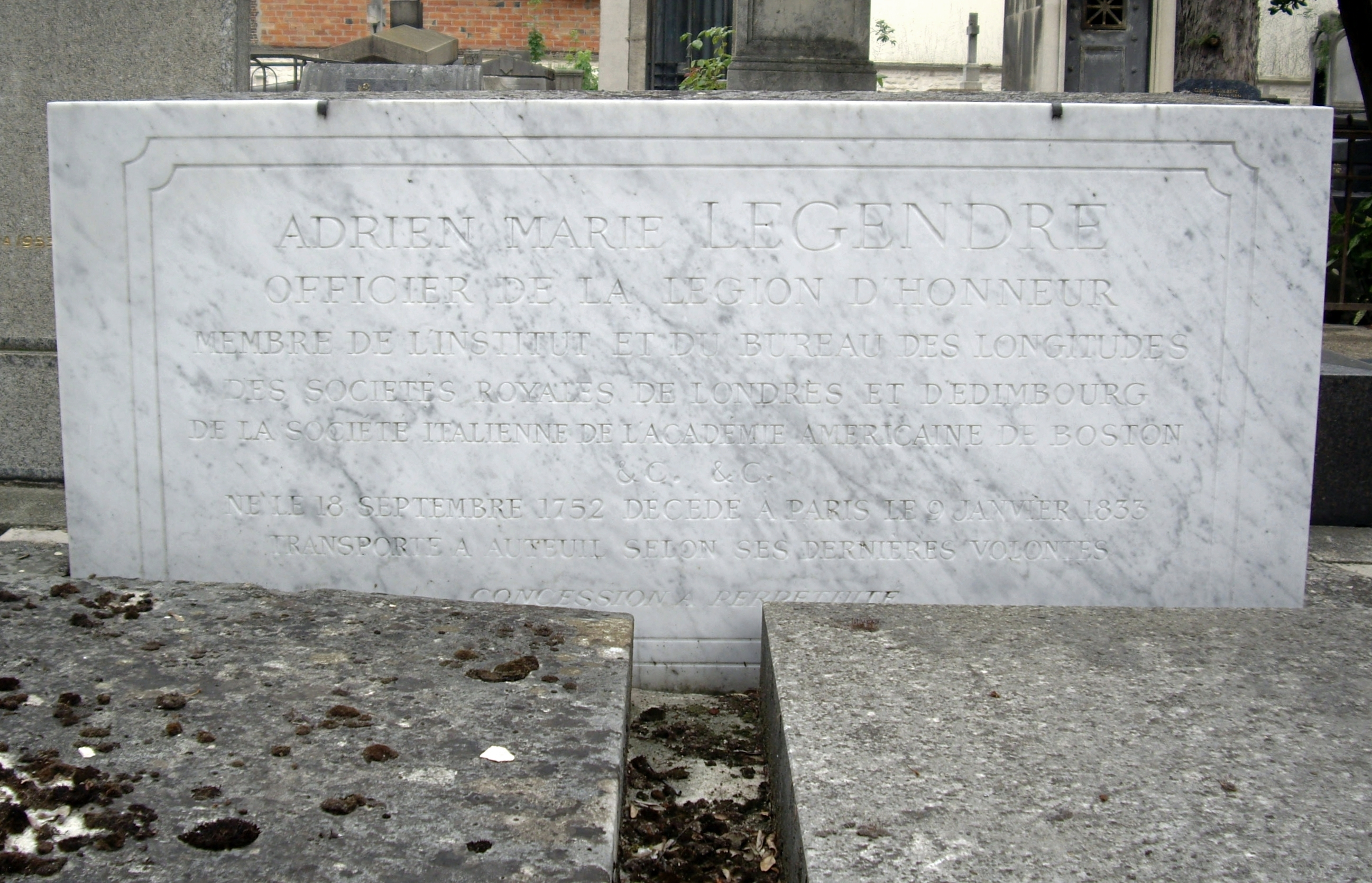
Sepultura no Cemitério de Auteuil

## Trabalhos científicos
A maior parte da sua obra foi completada por outros: seu trabalho sobre raízes polinomiais inspirou a teoria de Galois, o trabalho de Abel sobre funções elípticas foi construído sobre o de Legendre; alguns dos trabalhos de Gauss na teoria dos números e estatística completou os de Legendre. Ele desenvolveu o método dos mínimos quadrados, que tem ampla aplicação na regressão linear, processamento de sinais, estatística e ajuste de curvas. Hoje, o termo "Método dos Mínimos Quadrados" é usado como uma tradução direta do francês "méthode des moindres carrés".
Em 1830, Legendre forneceu uma demonstração do último teorema de Fermat para o expoente n = 5, o que também foi comprovado por Dirichlet em 1828.
Na teoria dos números, ele conjecturou a lei da reciprocidade quadrática, posteriormente comprovada por Gauss. Em adição, o símbolo de Legendre tem esse nome em sua homenagem. Ele também fez um trabalho pioneiro sobre a distribuição dos números primos, e sobre a aplicação da análise à teoria dos números. Sua conjectura em 1796 do teorema dos números primos foi rigorosamente provado por Jacques Hadamard e por Charles-Jean de La Vallée Poussin em 1898.
Legendre tinha uma quantidade impressionante de trabalhos sobre funções elípticas, incluindo a classificação das integrais elípticas, mas foi um lance de gênio para Abel estudar as inversas das funções de Jacobi e resolver o problema completamente.
É conhecido pela transformação de Legendre, que é usada para ir da Lagrangiana à formulação hamiltoniana na mecânica clássica. Em termodinâmica, também é usada para obter a entalpia e as energias (livres) de Helmholtz e de Gibbs a partir da energia interna. Ele também é o nominador dos polinômios de Legendre, as soluções da equação diferencial de Legendre, que ocorrem com freqüência na física e em aplicações de engenharia, como por exemplo na eletrostática.
Legendre é mais conhecido por ser o autor de Éléments de géométrie, que foi publicado em 1794 e foi o texto elementar principal sobre o tema durante cerca de 100 anos. Este texto reorganizou e simplificou enormemente muitas das proposições dos elementos de Euclides para criar um livro mais eficaz.

## O desastre do retrato
Durante dois séculos, até a recente descoberta do erro, em 2009, livros, pinturas e objetos erroneamente mostraram um retrato de perfil do obscuro político francês Louis Legendre (1752-1797) como sendo o do matemático Legendre. O erro decorreu do fato de que o desenho foi rotulado como simplesmente "Legendre". O único retrato conhecido de Legendre, recentemente descoberto, é encontrado no livro Album de 73 portraits-charge aquarellés des membres de I’Institut, de 1820,  um livro de caricaturas de 73 matemáticos famosos, do artista francês Julien-Leopold Boilly, como mostrado abaixo:
|  |  |